# Kościół św. Wawrzyńca w Gołańczy
Kościół Świętego Wawrzyńca w Gołańczy – rzymskokatolicki kościół parafialny znajdujący się w Gołańczy, przy ulicy księdza Mrotka.
Świątynia została wzniesiona według projektu inżyniera architekta Stefana Cybichowskiego z Poznania w latach 1931–1934 ze składek parafian i patrona Bogdana hrabiego Hutten-Czapskiego. W świątyni, która może pomieścić prawie 5000 wiernych znajdują się dwa barokowe ołtarze boczne z początku XVIII wieku oraz polichromia wykonana przez Stanisława Wróblewskiego w latach 1951–1953. Obecna budowla została wybudowana dzięki staraniom ówczesnego proboszcza ks. Edwarda Mrotka. W 1997 ks. Leonard Kowalczyk dokończył budowę wieży świątyni poprzez nakrycie jej charakterystyczną kopułą ze srebrnym krzyżem.